# Minomona bimaculata
Minomona bimaculata är en fjärilsart som beskrevs av Matsumura 1931. Minomona bimaculata ingår i släktet Minomona och familjen plattmalar. Inga underarter finns listade i Catalogue of Life.